# Референдум щодо членства Австрії в Європейському Союзі (1994)
12 червня 1994 року в Австрії відбувся референдум про членство в Європейському Союзі. Було поставлене запитання: чи ухвалити рішення Національної ради щодо Конституційного закону (Bundesverfassungsgesetz) щодо вступу Австрії до Європейського Союзу як закон? За результат голосування — 66,6 % при явці 82,3 %. Австрія приєдналася до ЄС у рамках розширення 1995 року.

## Політика партії
| Позиція | Політичні партії           | Політичні партії                   |
| ------- | -------------------------- | ---------------------------------- |
| Так     |                            | Соціал-демократична партія Австрії |
| Так     | Австрійська народна партія |                                    |
| Ні      |                            | Австрійська партія свободи         |
| Ні      | Зелена альтернатива        |                                    |

## Результати
| Вибір                                | Голоси    | %    |
| ------------------------------------ | --------- | ---- |
| За                                   | 3 145 981 | 66,6 |
| Проти                                | 1 578 850 | 33,4 |
| Дійсних бюлетенів                    | 4 724 831 | 99,1 |
| Недійсних голосів/порожніх бюлетенів | 43 570    | 0,9  |
| Усього                               | 4 724 831 | 100  |
| Зареєстрованих виборців/Явка         | 5 790 578 | 82,3 |
| Джерело: Nohlen & Stöver             |           |      |

### За землею
| Земля          | Зареєстровані виборці | Дійсний (голосів) | Так (голоси) | Ні (голоси) | Так (%) | Ні (%) |
| -------------- | --------------------- | ----------------- | ------------ | ----------- | ------- | ------ |
| Бургенланд     | 213 090               | 198 279           | 148 041      | 50 238      | 74,7 %  | 25,3 % |
| Штирії         | 907 991               | 728 037           | 501 481      | 226 556     | 68,9 %  | 31,1 % |
| Каринтія       | 420 630               | 340 867           | 232 457      | 108 410     | 68,2 %  | 31,8 % |
| Нижня Австрія  | 1 115 663             | 999 471           | 678 988      | 320 483     | 67,9 %  | 32,1 % |
| Форарльберґ    | 221 863               | 177 506           | 118 206      | 59 300      | 66,6 %  | 33,4 % |
| Відень         | 1 133 693             | 820 675           | 542 905      | 277 770     | 66,2 %  | 33,8 % |
| Верхня Австрія | 974 865               | 824 512           | 539 965      | 284 547     | 65,5 %  | 34,5 % |
| Зальцбурґ      | 347 387               | 284 283           | 184 948      | 99 335      | 65,1 %  | 34,9 % |
| Тіроль         | 455 396               | 351 201           | 198 990      | 152 211     | 56,7 %  | 43,3 % |
| Всього         | 5 790 578             | 4 724 831         | 3 145 981    | 1 578 850   | 66,6 %  | 33,4 % |